# Кубок Ізраїлю з футболу 2009—2010
Кубок Ізраїлю з футболу 2009–2010 — 71-й розіграш кубкового футбольного турніру в Ізраїлі. Титул  здобув Хапоель (Тель-Авів).

## Регламент
Кубкова стадія складається з двох раундів: регіонального та національного, саме з національного раунду (1/16 фіналу) стартують клуби Прем'єр-ліги.

## 1/16 фіналу
| Команда 1                        | Рахунок      | Команда 2                    |
| -------------------------------- | ------------ | ---------------------------- |
| 8 лютого 2010                    |              |                              |
| Хапоель Марморек (2)             | 0:2          | Хапоель (Бней-Лод) (2)       |
| Хапоель Іроні (Кір'ят-Шмона) (2) | 0:1          | Маккабі Кабіліо Джаффа (4)   |
| 9 лютого 2010                    |              |                              |
| Хапоель (Карміель-Цфат) (3)      | 0:1          | Хапоель (Рамат-Ган)          |
| Хапоель (Арад) (3)               | 1:1 пен. 4:5 | Хапоель (Назарет-Ілліт) (2)  |
| Іроні Саїд (Умм-ель-Фахм) (4)    | 0:2 дч       | Бней Сахнін                  |
| Хапоель (Беер-Шева)              | 1:0          | Маккабі Іроні (Нетівот) (3)  |
| Бейтар (Кфар-Сава) (3)           | 0:1          | Хапоель (Рамат-ха-Шарон) (2) |
| Маккабі (Петах-Тіква)            | 5:1          | Маккабі Ахі (Назарет)        |
| Маккабі (Хайфа)                  | 5:0          | Хапоель (Кфар-Сава) (2)      |
| Маккабі (Тель-Авів)              | 3:1          | Маккабі (Нетанья)            |
| 10 лютого 2010                   |              |                              |
| Хакоах Маккабі Амідар (2)        | 0:1          | Ашдод                        |
| Хапоель (Петах-Тіква)            | 1:1 пен. 8:7 | Хапоель (Раанана)            |
| Хапоель (Ашкелон) (2)            | 2:1          | Секція Нес-Ціона (2)         |
| Бней-Єгуда                       | 2:0          | Хапоель (Акко)               |
| Маккабі (Беер-Шева) (2)          | 1:4          | Бейтар (Єрусалим)            |
| Хапоель (Хайфа)                  | 0:3          | Хапоель (Тель-Авів)          |

## 1/8 фіналу
| Команда 1                    | Рахунок      | Команда 2                   |
| ---------------------------- | ------------ | --------------------------- |
| 23 березня 2010              |              |                             |
| Хапоель (Бней-Лод) (2)       | 1:3          | Маккабі (Петах-Тіква)       |
| Бней-Єгуда                   | 1:0          | Хапоель (Ашкелон) (2)       |
| Хапоель (Петах-Тіква)        | 0:0 пен. 0:3 | Хапоель (Назарет-Ілліт) (2) |
| Маккабі Кабіліо Джаффа (4)   | 0:5          | Хапоель (Тель-Авів)         |
| 24 березня 2010              |              |                             |
| Хапоель (Рамат-ха-Шарон) (2) | 3:1          | Хапоель (Беер-Шева)         |
| Ашдод                        | 2:1          | Бней Сахнін                 |
| Хапоель (Рамат-Ган)          | 2:1 дч       | Маккабі (Хайфа)             |
| Бейтар (Єрусалим)            | 1:1 пен. 9:8 | Маккабі (Тель-Авів)         |

## 1/4 фіналу
| Команда 1                    | Рахунок | Команда 2                   |
| ---------------------------- | ------- | --------------------------- |
| 13 квітня 2010               |         |                             |
| Хапоель (Рамат-ха-Шарон) (2) | 2:1     | Маккабі (Петах-Тіква)       |
| Хапоель (Тель-Авів)          | 1:0     | Бейтар (Єрусалим)           |
| 14 квітня 2010               |         |                             |
| Ашдод                        | 3:0     | Хапоель (Назарет-Ілліт) (2) |
| Хапоель (Рамат-Ган)          | 0:1     | Бней-Єгуда                  |

## 1/2 фіналу
| Команда 1           | Рахунок      | Команда 2                    |
| ------------------- | ------------ | ---------------------------- |
| 4 травня 2010       |              |                              |
| Бней-Єгуда          | 1:1 пен. 4:3 | Ашдод                        |
| Хапоель (Тель-Авів) | 3:1          | Хапоель (Рамат-ха-Шарон) (2) |

## Фінал
| 11 травня 2010 20:50 (EEST) |

| Хапоель (Тель-Авів)                | 3:1      | Бней-Єгуда        |
| ---------------------------------- | -------- | ----------------- |
| Вермут 25', 74' Еньєама 45' (пен.) | Протокол | да Сілва 38' (аг) |

| Стадіон «Рамат-Ган», Рамат-Ган Глядачів: 34 442 Арбітр: Ейтан Табрізі |